# Милорад Милутиновић
Милорад Милутиновић (10. март 1935 — 12. јул 2015) био је југословенски фудбалер.
Био је у саставу репрезентације Југославије на Светском првенству 1958. године у Шведској. Имао је сестру Милицу и два брата: Милоша и Бору.